# Deutsch-Französischer Preis für Menschenrechte und Rechtsstaatlichkeit
Der Deutsch-Französische Preis für Menschenrechte und Rechtsstaatlichkeit (französisch prix franco-allemand des droits de l’Homme et de l’Etat de droit) ist eine Auszeichnung für Personen und Organisationen, die sich für die Menschenrechte engagieren.
Er wird von den französischen und deutschen Außenministerien gemeinsam verliehen.

## Geschichte
Der Deutsch-Französische Preis für Menschenrechte und Rechtsstaatlichkeit wurde erstmals am 1. Dezember 2016 von den Außenministern Frank-Walter Steinmeier und Jean-Marc Ayrault als Zeichen einer gemeinsamen Außenpolitik im Bereich der Menschenrechte in Berlin vergeben.
Er wird an nationale Organisationen und Einzelpersonen verliehen und ist nicht dotiert. Die Preisträger erhalten eine Urkunde und eine Plakette. Die Preisverleihungen finden in der Regel im Rahmen einer gemeinsamen Veranstaltung an den Auslandsvertretungen Deutschlands oder Frankreichs in den Herkunftsländern der Preisträgerinnen und Preisträger statt. 
Am 2. Dezember 2016 wurden der deutsche und der französische Gesandte in das chinesische Außenministerium in Peking einbestellt, wo ihnen der Protest der chinesischen Regierung über die Verleihung des Preises an Wang Qiaoling, die Ehefrau des inhaftierten Rechtsanwalts Li Heping, übermittelt wurde.

## Preisträger

### 2016
- Eva Abu Halaweh, Jordanien, (* 1974), Leiterin der Menschenrechtsorganisation Mizan Law Group for Human Rights.
- Pietro Bartolo, Italien, (* 1956), engagiert sich für die medizinische Erstuntersuchung von Flüchtlingen, besonders Frauen und Kindern auf der Insel Lampedusa, bekannt geworden durch den Dokumentarfilm Fuocoammare.
- Sarah Belal, Pakistan, (* 1978), Leiterin der NRO Justice Project Pakistan, die sich gegen die Todesstrafe engagiert.
- Walentina Tscherewatenko, Russland, (* 1956), Leiterin der NGO Frauen vom Don, verweigerte Registrierung ihrer Organisation als „ausländischer Agent“.
- Aleh Hulak, Belarus, (1967–2022), Leiter des Belarussischen Helsinki-Komitees, der wichtigsten Menschenrechtsorganisation in Belarus.
- Beverly K. Jacobs, Kanada, (* 1962) frühere Präsidentin der Native Women’s Association of Canada (NWAC), erreichte, dass die kanadische Regierung zehn Millionen Dollar zur Verfügung stellte, um 500 Fälle vermisster und ermordeter indigener Frauen zu untersuchen.
- Sunitha Krishnan, Indien, (* 1972), Gründerin des Vereins Prajwala, der sich gegen Menschenhandel und Zwangsprostitution engagiert.
- Mary Lawlor, Irland, (* 1952), Gründerin der Menschenrechtsorganisation Front Line Defenders, die international Menschenrechtsaktivisten unterstützt.
- Jacqueline Moudeina, Tschad, (* 1957), Rechtsanwältin, die sich als eine der ersten Frauen aktiv für die Aufarbeitung der Verbrechen der Habré-Diktatur engagierte und dessen Verurteilung mit bewirkte, Mitglied der Menschenrechtsorganisation Association tchadienne pour la Promotion et la Défense des Droits de l’Homme.
- Maximilienne Ngo Mbe, Kamerun, (* 1972), Leiterin der Menschenrechtsorganisation Reseau des Defenseurs de Droits Humains en Afrique Centrale (REDHAC), ist eine der bekanntesten Menschenrechtsaktivistinnen Kameruns.
- Maria da Penha, Brasilien, (* 1945) kämpfte für die Anerkennung des Straftatbestandes der häuslichen Gewalt und bewirkte ein solches Gesetz in Brasilien, das als Gesetz Maria da Penha bezeichnet wurde.
- Tahmina Rahman, Bangladesch, (* 1962), Regionaldirektorin der Menschenrechtsorganisation Artikel 19, engagiert sich für das Recht auf freie Meinungsäußerung, besonders für Journalisten im Internet und für Blogger.
- Thun Saray, Kambodscha, (* 1951), Präsident der Menschenrechtsorganisation Cambodian Human Rights and Development Association (ADHOC), früher Opfer der Herrschaft der Roten Khmer, unterstützt Gemeinden oder Einzelpersonen bei Landkonflikten mit privaten, lokalen oder ausländischen Investoren.
- Montserrat Solano Carboni, Costa Rica, (* 1976) wurde 2014 Ombudsfrau (Defensora de los Habitantes) des costa-ricanischen Parlaments, war bei der Mitarbeit in der Internationalen Kommission gegen die Straffreiheit in Guatemala, nahm an Feldbesuchen im Kongo und in der Ukraine als Vertreterin der internationalen Menschenrechtsföderation am Internationalen Strafgerichtshof in Den Haag teil.
- Wang Qiaoling (王峭岭,  Wáng Qiàolǐng), China, (* 1972), Juristin, ist die wichtigste Sprecherin der Familienmitglieder der von der 709-Verhaftungswelle betroffenen Menschenrechtsanwälte. Sie ist die Ehefrau des Rechtsanwalts und Dissidenten Li Heping.[2]

Sonderpreis 
- Weißhelme, Syrien, Freiwillige, die bei der Wiederinstandsetzung lokaler Infrastruktur im vom Bürgerkrieg zerstörten Land helfen.

### 2017
- Adilur Rahman Khan, Bangladesh, ist Vorsitzender der Menschenrechtsorganisation „Odhikar“. Als Anwalt am Obersten Gerichtshof setzte er sich für Rechtsstaatlichkeit und den Zugang zum Rechtssystem für arme und marginalisierte Gruppen ein. Unter anderem erreichte er die Freilassung von 300 festgenommenen Angehörigen einer indigenen Bevölkerungsgruppe in den Chittagong Hill Tracts. 2013 wurde er selbst verschleppt, 62 Tage lang inhaftiert, nachdem seine Organisation einen Bericht über den Verdacht außergerichtlicher Tötungen veröffentlicht hatte, Er engagiert sich für die Aufklärung von Verschwindenlassen, Folter und außergerichtlicher Tötungen.

- Nounongnon Balbylas Gbaguidi, Benin (* 1956) ist Landeskoordinator der Nichtregierungsorganisation „Prisonniers Sans Frontières“ (Gefangene ohne Grenzen), außerdem Vorsitzender der Nationalen Menschenrechtskoalition Nordbenins und Leiter des Ausbildungszentrums für Menschenrechte in Parakou. Als Jurist engagiert er sich seit mehr als zwanzig Jahren für die Verbesserung von Strafvollzugsbedingungen in den Haftanstalten des Landes. Er setzt sich insbesondere für inhaftierte Frauen und Minderjährige ein, ermöglicht Gefangenen einen besseren Zugang zu Nahrung und Pflege und bietet rechtliche Unterstützung sowie praktische Hilfe bei der Wiedereingliederung in die Gesellschaft.

- Gracia Violeta Ross Quiroga, Bolivien, ist Präsidentin des Netzwerks von Menschen mit HIV (REDBOL), außerdem Mitglied des Komitees gegen Rassismus und jede Form von Diskriminierung, des Interprogrammatischen Komitees Tuberkulose-HIV sowie Vizepräsidentin des Nationalen AIDS-Rats. Sie setzt sich weltweit für den Kampf gegen HIV, Tuberkulose und Malaria ein.

- Ragia Omran, Ägypten, ist Gründungsmitglied der „Front zur Verteidigung der Demonstranten Ägyptens“ und der Organisation „Keine Militärprozesse für Zivilisten“. Diese bieten Rechtshilfe und Unterstützung für Familien von Verhafteten an. Sie ist Mitglied im „Ägyptischen Nationalrat für Menschenrechte“ und arbeitet als Anwältin beim „Hisham Mubarak Law Center“, das kostenlose Rechtshilfe für Folteropfer und Opfer willkürlicher Verhaftungen anbietet, sowie bei „Shayfeencom“, einer unparteiischen Organisation, welche sich mit Wahlbeobachtung und Transparenz beschäftigt. Von 2005 bis 2008 war sie Vorsitzende der „New Woman Foundation“.

- César Ricaurte, Ecuador, ist Gründer und Geschäftsführer der „Anden Stiftung für die gesellschaftliche Beobachtung und Erforschung der Medien“ (FUNDAMEDIOS), die sich seitdem für die Verteidigung und Förderung der Presse- und Meinungsfreiheit sowie für die Weiterbildung von Journalisten einsetzt.

- Abdullah Al Khonaini, Kuwait (* 1987), ist Begründer der Bewegung „meem3“, die sich für eine liberalere Handhabung der Zensurvorschriften im Land einsetzt und Mitbegründer der Website „Raqib50“, die die Aktivitäten des Parlaments in Kuwait beobachtet und dokumentiert. Der Politikwissenschaftler ist Trainer und Moderator des Jugendförderprogramms „n-mu youth“, das Jugendliche befähigen soll, in lokalen Gemeinschaften aktiv zu werden, er ist außerdem Mitglied der Nichtregierungsorganisation „Sout Al Kuwait“, die sich zum Ziel gesetzt hat, die Kenntnisse über die kuwaitische Verfassung zu fördern.

- Bekim Asani, Mazedonien,  gründete „LGBTI United Tetovo“, die erste offiziell registrierte Organisation außerhalb der Hauptstadt Skopje, die sich für die Gleichberechtigung von LGBTI einsetzt. Gleichzeitig engagiert er sich für den interethischen Dialog in Tetovo, für Frauenrechte, Rechte von Sinti und Roma und für mehr Rechte von Straßenkindern. Der Menschenrechtsaktivist ist aufgrund seines Engagements immer wieder Drohungen und Einschüchterungsversuchen ausgesetzt: 2013 wurde er für sechs Stunden entführt.
- Mandira Sharma, Nepal,  setzt sich in Nepal seit über 20 Jahren aktiv für die Achtung von Menschenrechten und für Rechtsstaatlichkeit ein. Folter, extralegale Tötungen, Verschwindenlassen und sexuelle Gewalt gegen Frauen stehen dabei in ihrem Fokus. Als Stimme gegen Straflosigkeit arbeitet die Juristin aktiv an der Übergangsjustiz in Nepal mit, um Menschenrechtsverstöße umfassend aufzuarbeiten. Dabei vertritt sie auch Opfer vor dem VN-Menschenrechtsausschuss. Sie ist Gründerin der nationalen NRO „Advocacy Forum“, die Menschenrechtsverletzungen dokumentiert, Opfern kostenlosen Rechtsbeistand bietet und bewusstseinsbildend arbeitet, um weitere Verbrechen zu verhindern. Während des bewaffneten Konflikts in Nepal bildete sie ein Team von 100 Rechtsanwälten und Menschenrechtsverteidigern aus und leitete sie bei der Dokumentation von über 8.000 Fällen an.

- Grace Osakue, Nigeria, ist Mitgründerin und Vorsitzende der „Girls Power Initiative Nigeria“ (GPI), die die Rechte von Frauen und jungen Menschen durch Ausbildungshilfen und Aufklärung über sexuelle Selbstbestimmung stärken möchte. GPI unterstützt dabei Opfer von Menschenhandel und versucht, durch Sensibilisierung präventiv zu wirken. In den letzten 18 Jahren hat sie die Arbeit der GPI in Bezug auf Menschenschmuggel koordiniert, was von Forschung über Sensibilisierungsarbeit bis hin zur Resozialisierung von Opfern reicht. Grace Osakue ist Rektorin eines Gymnasiums in Benin City, Koordinatorin des „West-Afrika Netzwerks für den Schutz von Kindern“ in Südnigeria, Vorstandsmitglied des Netzwerkes gegen Schmuggel, Kinderarbeit und Missbrauch sowie Vorstandsvorsitzende der „Brave Heart Initiative“ für Frauen und Jugend.

- Rosemarie Trajano, Philippinen,  Generalsekretärin der „Philippinischen Allianz der Menschenrechtsverteidiger“ (PAHRA), eines Dachverbandes von ungefähr 50 Organisationen, die sich für die Menschenrechte auf den Philippinen einsetzen. Es ist ihr Verdienst, das menschenrechtliche Engagement der Zivilgesellschaft auf den Philippinen zusammenzuführen. Die ausgebildete Krankenschwester setzt sich seit 1986 für den Schutz von Menschenrechten ein. Als Mitarbeiterin der Organisation „Medical Action Groupe“ wirkte sie bei der Dokumentation von Verstößen sowie bei der Gewährung medizinischer und psychosozialer Hilfe für Folteropfer und für Familienangehörige von Ermordeten oder Verschleppten mit. Außerdem setzt sie sich durch die Vermittlung von rechtlicher und psychosozialer Hilfe für die Belange philippinischer Arbeitsmigrantinnen und für die Opfer von Frauenhandel ein.

- Elena Milashina, Russland,  ist eine preisgekrönte Investigativ-Journalistin der unabhängigen russischen Tageszeitung „Nowaja gaseta“. Seit der Ermordung von Anna Politkowskaja im Jahr 2006 recherchiert und berichtet Elena Milashina von den schweren Menschenrechtsverletzungen in Tschetschenien. Sie untersucht Fälle des Verschwindenlassens von Personen, willkürliche Verhaftungen, außergerichtliche Hinrichtungen, Folter, Verfolgung von Angehörigen vermeintlicher Aufständischer sowie Frauenrechte in Tschetschenien und anderen Landesteilen. Elena Milashina trug maßgeblich zu den unabhängigen Untersuchungen der Ermordung der Menschenrechtsaktivistin Natalja Estemirowa bei. Im April 2017 deckte sie eine Verfolgungswelle gegen homosexuelle Tschetschenen auf. Während des Konflikts zwischen Russland und Georgien im Jahr 2008 dokumentierte sie die Gewalttaten beider Seiten und setzte sich für eine Ahndung der Taten ein. Elena Milashina erhielt mehrfach Todesdrohungen aus den Reihen der tschetschenischen Machtelite.

- Shreen Abdul Saroor, Sri Lanka, ist die Gründerin der „Mannar Women’s Development Federation“ (MWDF) und eine der Gründungsmitglieder des „Women’s Action Networks“, einem aus 11 Frauengruppen bestehenden Kollektiv, das vor allem im Norden und Osten Sri Lankas aktiv ist. Beide Organisationen legen den Schwerpunkt auf den Kampf gegen geschlechtsspezifische Gewalt. Obwohl der Krieg in Sri Lanka bereits 2009 endete, leiden vor allem Kriegswitwen und von Frauen allein geführte Haushalte noch immer große Not. Shreen Abdul Saroor gibt diesen Frauen durch ihr Engagement und ihre Lobbyarbeit eine Stimme, wobei sie auch Unterstützung bei der Suche nach vermissten Familienmitgliedern leistet. Shreen Abdul Saroor hat die Herausforderungen von Zwangsvertreibung selbst erleben müssen, als die Liberation Tigers of Tamil Eelam (LTTE) im Jahr 1990 sie und ihre Gemeinde aus ihrem Heimatort vertrieben.

- Kerem Altiparmak, Türkei, (* 1973), Rechtsanwalt, Menschenrechtsverteidiger und Professor. Bis Oktober war er Direktor des Menschenrechtszentrums der Fakultät für Politikwissenschaft der Ankara Universität. Zurzeit arbeitet er mit der Human Rights Joint Platform an der Überwachung der Umsetzung von EGMR-Entscheidungen in der Türkei. Er arbeitet außerdem mit Prof. Yaman Akdeniz (Istanbul Bilgi Universität) an einem Projekt, um Anwälte auszubilden, studentische Rechtsberatung zu organisieren und um digitale Aktivisten und Vertreter der Zivilgesellschaft zu unterstützen. 2014 riefen beide erfolgreich das türkische Verfassungsgericht an, um Sperren von Youtube und Twitter aufzuheben.

- Pavlo Lysianskyi, Ukraine, (* 1987),  Jurist, Menschenrechtler und in Deutschland ausgebildeter Mediator, ist Leiter der Nichtregierungsorganisation „Östliche Menschenrechtsgruppe“. Diese wurde 2014 von binnenvertriebenen Juristen gegründet. Diese setzen sich für Menschenrechte in den nahe der Kontaktlinie gelegenen Städten und Ortschaften der östlichen Ukraine ein, überwachen die Einhaltung der Menschenrechte im Strafvollzug und kämpfen gegen Zwangsarbeit und rechtswidrige Inhaftierung in den nicht von der Regierung kontrollierten Gebieten. 2017 gelang es Pavlo Lysianskyi die Freilassung von Alexander Yefreshyn aus der Gefangenschaft der Separatisten zu erwirken. Lysianskyi baut derzeit ein regionales Netzwerk von Menschenrechtsverteidigern auf.

- Liliana Ortega Mendoza, Venezuela, (* 1965) ist Gründerin von COFAVIC, des Komitees der Opferangehörigen der Ereignisse von Februar bis März 1989 (Comité de Familiares de las Víctimas de los Sucesos de Febrero-Marzo de 1989), einer der anerkanntesten Menschenrechtsorganisationen in Venezuela. Durch ihre Arbeit und ihr Engagement hat die Juristin und Professorin zur Selbstorganisation von Opfern vulnerabler gesellschaftlicher Gruppen beigetra-gen und vertrat sie auch in Verfahren vor internationalen Menschenrechtsgremien. Liliana Ortega Mendoza vertrat die Opfer der Unruhen von 1989 juristisch. Als Direktorin von COFAVIC ist sie eine Referenz bei der Etablierung von Standards für die Dokumentation von Fällen außergerichtlicher Hinrichtungen, Folter und Verschwindenlassens. Sie wurde von der Zeitschrift „Time“ (1999) als eine der 50 führenden Persönlichkeiten für das neue Jahrtausend in Lateinamerika gewählt.

### 2018
- Mohamed Lotfy, Ägypten
- Alfredo Okenve, Äquatorial-Guinea
- Yu Wensheng, China
- Aminata Traoré, Côte d’Ivoire
- Nityanand Jayaraman, Indien
- Chak Sopheap, Kambodscha
- Hessen Sayah Corban, Libanon
- Memo Mekfoula Mint Brahim, Mauretanien
- Daoud Nassar, Palästinensische Gebiete
- Liz Chicaje Churay,  Peru
- Oyub Titiev (Ojub Titijew), Russland
- Vuyiseka Dubula-Majola, Südafrika
- Anwar al-Bunni, Syrien, Menschenrechtsanwalt, der in Syrien für seine Arbeit im Gefängnis saß, setzt sich für die juristische Aufarbeitung von systematischen Menschenrechtsverletzungen ein
- Sirikan Charoensiri, Thailand
- Susana Raffalli Arismendi, Venezuela[3]

### 2019
- Nadeem-Zentrum, Ägypten
- Ameha Mekonnen Asfaw, Äthiopien
- Li Wenzu, China
- Robin Chaurasiya, Indien
- Nasrin Sotudeh, Iran
- Amina Hanga, Nigeria
- Miluska Del Carmen Luzquiños Tafur, Peru
- Mary Aileen Bacalso, Philippinen
- Irina Birjukowa, Russland
- Delphine Kemneloum Djiraïbé, Tschad
- Asena Günal, Türkei
- Luz Mely Reyes, Venezuela
- Vu Quoc Ngu, Vietnam
- Ales Bjaljazki, Belarus

### 2020
- Sara Seerat, Afghanistan
- Azza Soliman, Ägypten
- Sérgio Piçarra, Angola
- Francinara Soares Martins, Brasilien
- Li Yuhan, China
- Nagham Nawzat Hasan, Irak
- Zoya Rouhana, Libanon
- Nayyab Ali, Pakistan
- Issam Younis, Palästina
- Yury Dmitriev, Russland
- Mathilda Twomey, Seychellen
- Mária Patakyová, Slowakei
- Merekaje Lorna Nanjia, Südsudan

### 2021
(Quelle: )
- Shaharzad Akbar, Afghanistan
- Chang Weiping, China
- Jacques Letang, Haiti
- Cristina Palabay, Philippinen
- Noelah Godfrey Msuya, Tansania
- Erika Lorena Aifán Dávila, Guatemala
- Monika Borgmann, Deutschland/Libanon
- Narges Mohammadi, Iran
- Nebahat Akkoç, Kurdistan
- PROVEA, Venezuela
- Jake Epelle, Nigeria
- Alexandrine Victoire Saizonou, Benin
- Tabelo Timse, Südafrika
- Ajna Jusic, Bosnien
- May Sabe Phyu, Myanmar

### 2022
(Quelle: )
- Jina Mahsa Amini, Iran (posthum)
- Fatou „Toufah“ Jallow, Gambia
- Djamila Ribeiro, Brasilien
- Maxim Znak, Belarus
- Alex Au, Singapur
- Patricia Gualinga Montalvo, Ecuador
- Lina Attalah, Ägypten
- Samier Makeen, Sudan
- Lourença Tavares, Cabo Verde
- Hadeel Abdel Aziz, Jordanien
- Emina Bošnjak, Bosnien und Herzegowina
- Sama Aweidah, Palästina
- Meganne Boho, Côte d‘Ivoire
- Mazen Darwish, Syrien
- Francisco de Roux Rengifo, Kolumbien

### 2023
(Quelle: )
- Fadel Abdulghany, Syrien
- Marianela Balbi Ochoa, Venezuela
- Chow Hang-tung, SAR Hong Kong, China
- Danièle Darlan, Zentralafrikanische Republik
- Choman Hardi, Irak
- Gisèle Khoury, Libanon
- Hanna Machińska, Polen
- Takyiwaa Manuh, Ghana
- Anny Modi, Demokratische Republik Kongo
- Oluwaseun Osowobi, Nigeria
- Valery Wichman, Cookinseln

### 2024
(Quelle: )
- Melanie Judge, Südafrika
- Mao Map, Kambodscha
- Marthadela Tamayo, Kuba
- Ratu Eroni Ledua Dina, Fidschi
- Anjali Gopalan, Indien
- Maoz Inon, Israel
- Issa Amro, Palästinensische Gebiete
- Marijana Savic, Serbien
- Samia Hashimi, Sudan
- Wahid Ferchichi, Tunesien
- Feray Salman, Türkei
- Kateryna Pryimak, Ukraine
- Yendri Velasquez, Venezuela

Die Liste ist nicht vollständig, da zum Schutz einiger Preisträger nicht alle Namen veröffentlicht wurden.